# Porsche 935 (2019)
La 935 (ou 935 Type 991) est une automobile non homologuée pour la route du constructeur automobile allemand Porsche présentée en septembre 2018 à Laguna Seca, aux États-Unis.

## Présentation

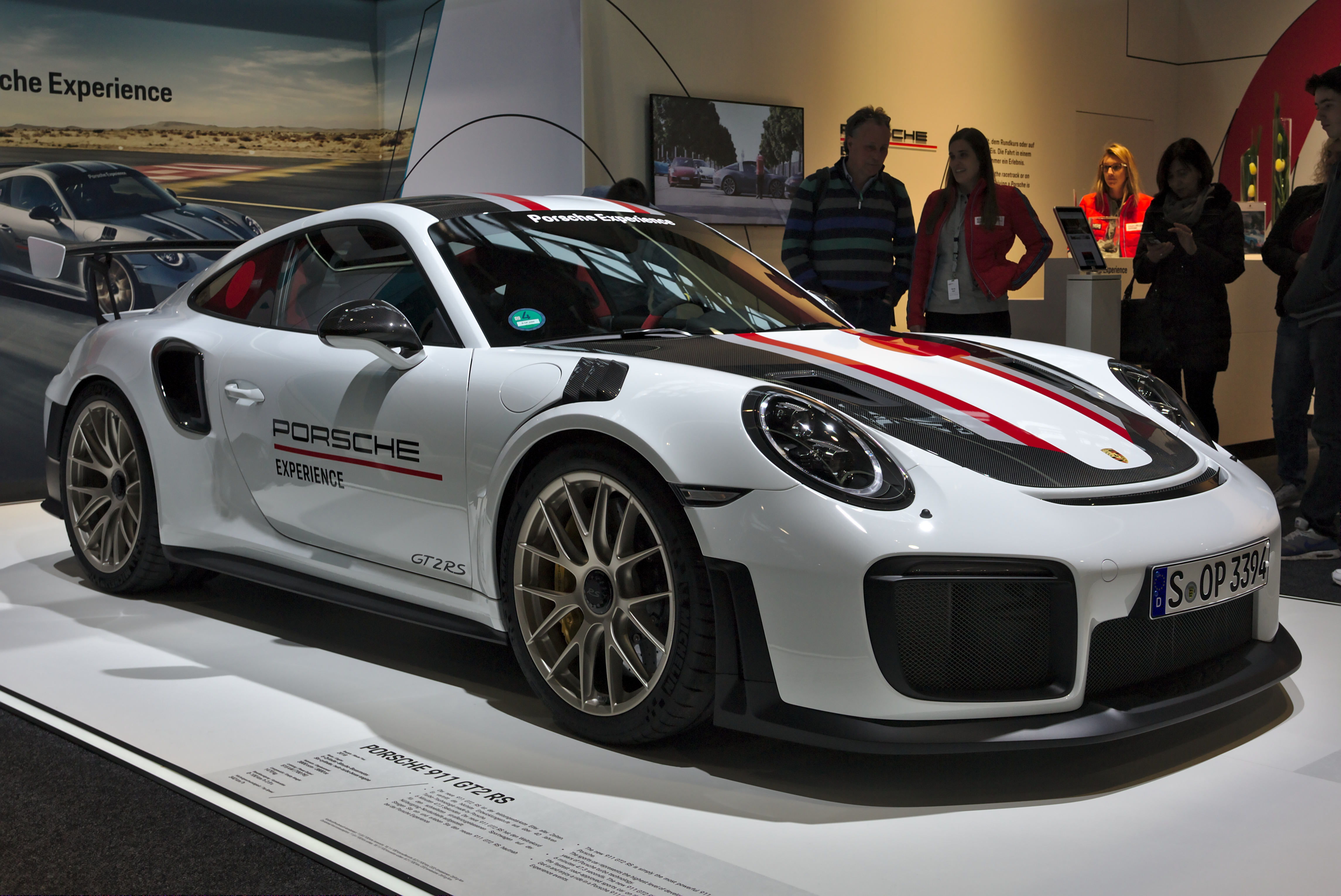
Porsche 911 GT2 RS.

En septembre 2018, sur le circuit de Laguna Seca, à l'occasion de la « Rennsport Reunion », un événement pour les modèles historiques Porsche célébrant les 70 ans de la marque, Porsche présente une réinterprétation moderne de la Porsche 935, basée sur la 911 GT2 RS de 2018 (Type 991).
La nouvelle 935 est non homologuée pour un usage routier et destinée uniquement à un usage sur circuit, à l'image des Ferrari FXX ou McLaren Senna GTR. Elle est produite en série limitée à 77 exemplaires à partir de juin 2019, au tarif de 850 000 €.

## Caractéristiques techniques
La 935 reprend la base de la 911 GT2 RS dont la carrosserie à l'aérodynamique travaillée a été entièrement remodelé avec des pièces composites en fibre de carbone, se prolongeant par un aileron mesurant 1,91 m de large et 0,40 m de profondeur.
La 935 est une monoplace mais elle peut recevoir un siège passager en option. Ses jantes carénées rappellent celles de la 935/78, tandis que ses sorties d'échappement en titane singent la Porsche 908. Elle est équipée d'un volant en carbone, d'une instrumentation numérique provenant de la 911 GT3, et d'un pommeau du levier de vitesse en finition bois stratifié vintage. Elle mesure 4,87 m pour un poids de 1 380 kg. 

### Motorisation
L'héritière de « Moby Dick » - surnom donné à la Porsche 935/78 Le Mans du fait de sa « longue queue » - reprend le Flat 6 de 3 800 cm3 et 700 ch de la 911 GT2 RS. Il est accouplé à la boîte de vitesses séquentielle à double embrayage PDK à 7 rapports.